# التمرد الأناركي في يناير 1933

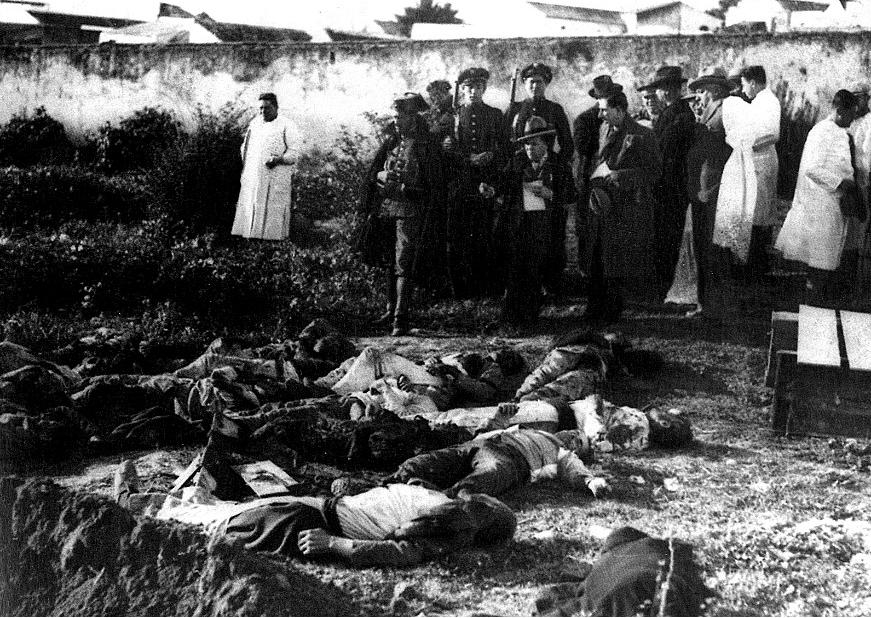
أخذت الصورة بعد وقت قصير من مذبحة كاساس فيخاس (يناير 1933). ويمكن رؤية جثث الفلاحين غير مدفونة بعد.

كانت التمرد الأناركي في يناير 1933. أو التمرد اللاسلطوي في يناير 1933 (بالإسبانية: insurrección anarquista de enero de 1933)‏ ويسمى أيضًا باسم ثورة يناير 1933 (بالإسبانية: revolución de enero de 1933)‏. هي الثانية من التمردات التي قام بها الاتحاد الوطني للعمل (CNT) في إسبانيا خلال الجمهورية الثانية. الأول كان التمرد الأناركي في ألتو يوبريجات في يناير 1932، والثالث هو التمرد الأناركي في ديسمبر 1933.
خلال التمرد وقعت مذبحة كاساس فيخاس التي صدمت الرأي العام الإسباني المعاصر، وتسببت بنهاية فترة السنتين الأولى للجمهورية الإسبانية الثانية.

## البداية
توافق التمرد مع التكتيك الأناركي لـ CNT وFAI الذي يقابل الاضطرابات الاجتماعية التي شجبت الظروف المعيشية السيئة للطبقة العاملة الإسبانية، وهي المواقف التي أنتجت ماسمي بالعدوى الثورية التي بدأت فيها الثورة التحررية في اسبانيا.
في الجلسة العامة لـ CNT الإقليمية التي عقدت يوم 1 ديسمبر 1932 في مدريد طلب اتحاد السكك الحديدية دعمًا لإعلان إضراب عام للمطالبة بزيادة الأجور. ولكنهم تراجعوا لأن أكثر من نصف أقسام الاتحاد يعتقدون أن الإضراب سيكون فاشلاً. إلا أن لجنة الدفاع الإقليمية في كاتالونيا استأنفت الفكرة بناءً على اقتراح خوان غارسيا أوليفر الراغب في تطبيق رياضة ثورية احتوت على خلق تمرد يمنع تقوية الجمهورية البورجوازية. واختير لها يوم 8 يناير 1933.
بدأ التمرد في الأول من يناير عندما انفجرت عدة قنابل عالية القوة في لا فليغويرا (مقر CNT أستورياس) من الساعة السابعة بعد الظهر إلى التاسعة مساءً. وفي الوقت نفسه قامت مسيرات في شوارع إشبيلية، وتعرضت المحال التجارية للاعتداء. في بلدة ريال ديخارا أشعل مثيري الشغب النار في الكنيسة المحلية. وجرت أيضًا عمليات نهب في لاردة، واشتباكات في بيدرو مونيوز (سيوداد ريال) حيث استولى النقابيون على مبنى البلدية واعلنوا عن الشيوعية التحررية. في الثاني من يناير، اكتشف الحرس المدني في برشلونة مستودعاً للقنابل يعود إلى الاتحاد ذاته. في اليوم الثالث اكتشفت ترسانة أخرى من المتفجرات في برشلونة؛ في الخامس من الشهر، انفجرت المزيد من المتفجرات يدوية الصنع في لا فيليغيرا، وفي خيخون تفاقمت إضرابات المطابع في بلنسيا، وتفاقمت أوضاع عمال الصلب والموظفون في شركة إلكترا.

## انتشارها

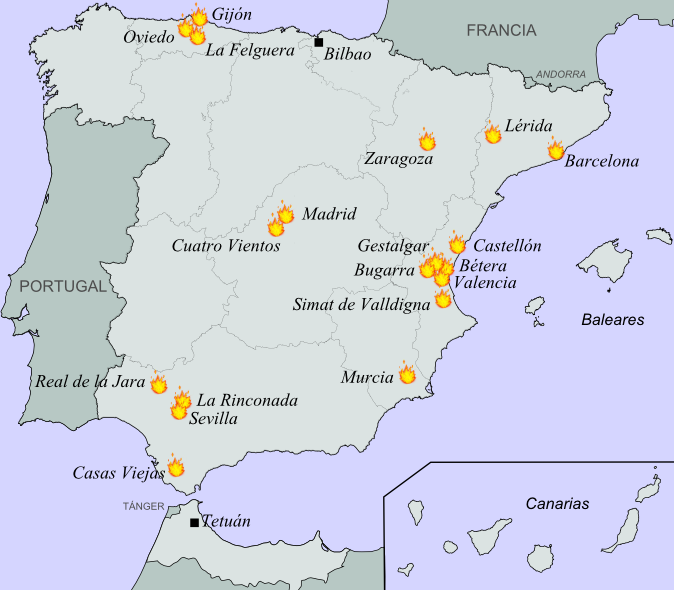
أهم المناطق التمرد.

- 8 يناير حاول أعضاء الحركة النقابية-اللاسلطوية في مدريد الاستيلاء على عدة ثكنات عسكرية، مما أدى إلى تبادل النار مع الحرس المدني. وانفجرت ثلاث قنابل في مقر شرطة مدريد. وفي برشلونة وقعت أعمال عنف حول قوس المسرح حيث المقر الرئيسي الاتحاد. كما وقعت حوادث إطلاق نار أمام ثكنات أتارازاناس حيث سقط أحد حرس الاقتحام، وأصيب عريف.
- في بلنسية خلقت المنظمات الأناركية النقابية الاضطرابات في عدة أماكن من بلنسية، وفي العديد من بلدات المقاطعة مثل ريباروخا وبتيرا وبيناجوازيل ويوتييل.[5] وانفجرت عدة القنابل في جيستالغار. واستولى الأناركيون على بوجارا بعد قتال عنيف مع قوات المدينة، بخسارة خمسة قتلى وعدة جرحى واعلنوا الشيوعية التحررية. وتوفي في بوجارا حارس مدني وحارس اقتحام خلال التمرد؛ وتسبب استعادة الحرس المدني النظام بمقتل عشرة مدنيين واعتقال 250 شخصا.[6] وبدأت كاستيلون دي لا بلانا بالهيجان يوم 10 يناير.
- انتشر الغليان في سرقسطة ومرسية وأوفيدو وغيرها من المقاطعات، حيث وصل إلى أكبر صدى له في الأندلس، حيث اندلعت فيها عدة الإضرابات. واضرم النار بالسيارات والترام في إشبيلية، وواجهت قوة الشرطة عدة عمليات إطلاق نار. واعلن في لا رينكونادا عن الشيوعية التحررية.
- حادثة كاساس فيخاس: في كاساس فيخاس (قادس) قام فلاحو الأناركية-النقابية بإعلان الشيوعية التحررية. فقامت قوات النظام العام بقيادة النقيب روخاس بمذبحة للسكان المحليين والتي أصبحت فضيحة سياسية كبرى.
- أحداث بوخالانكي في ديسمبر 1933: انتهت دورة التمرد الأناركي بانتهاء تمرد قرية بوخالانكي، وهي أكبر قرى مقاطعة قرطبة، حيث الاتحاد الوطني للعمل CNT قوي للغاية: فهو صوت النقابة التجاري للعديد من المهن، ولديه أكثر من 3500 عضو في مدينة يبلغ عدد سكانها 13,000 نسمة. اكتسب التمرد المسلح لمقاتلي CNT في بوخالانكي عمقًا ثوريًا بحيث احتاجت الحكومة الجمهورية لنقل جزء من الجيش من عاصمة الإقليم قرطبة إليها لإنهاء التمرد. كان القتلى بين العمال كثير، حيث انتشرت جثثهم في شوارع بوخالانكي. فالقمع اللاحق كان وحشيا؛ فقتل زعيمي CNT المحليين بعدما طبق عليهما «قانون الهروب» المزعوم. وحكم على متشددين آخرين من الاتحاد الوطني للعمل وجبهة FAI بالسجن لفترات طويلة، حيث ابقتهم الانتفاضة العسكرية وبداية الحرب الأهلية بالسجن.

## انهاء التمرد
أعلنت اللجنة الوطنية الاتحاد الوطني للعمل في 10 يناير أن التمرد -ولم تسمه إضرابًا- كان «ذا أهمية أناركية خالصة دون تدخل من الهيئة الفيدرالية على الإطلاق»، على الرغم من أنهم لم يدينوا ذلك، إلا أنه للوفاء «مع واجب التضامن والضمير». لكن تلك لم تكن ثورته التي كانت ستتم بضمانات واضحة وضوح الشمس.
كتبت جريدة CNT الرسمية في مدريد يوم 9 يناير في مقالها الافتتاحي «ليست ثورتنا»، بعد يومين أكدت «لاغالب ولامغلوب» وحملت السياسة القمعية مسؤولتها عن التمرد. فالنفس الطائفي للاشتراكيين الذين يمسكون بزمام السلطة ويستخدمونها ضد مصالح العمال. وبعدها بزمن طويل بالغ خوان غارسيا أوليفر في «صدى الخطوات» (1978) في نطاق التمرد الأناركي في يناير 1933، حيث اعتبرها المحرض الأكبر، ووصفها بأنها "أخطر المعارك بين التحرريين والدولة الإسبانية... مما حدا بأن الأحزاب الجمهورية والحزب الاشتراكي فقدوا نفوذهم على غالبية الأسبان".